# کاناموری ناگاچیکا

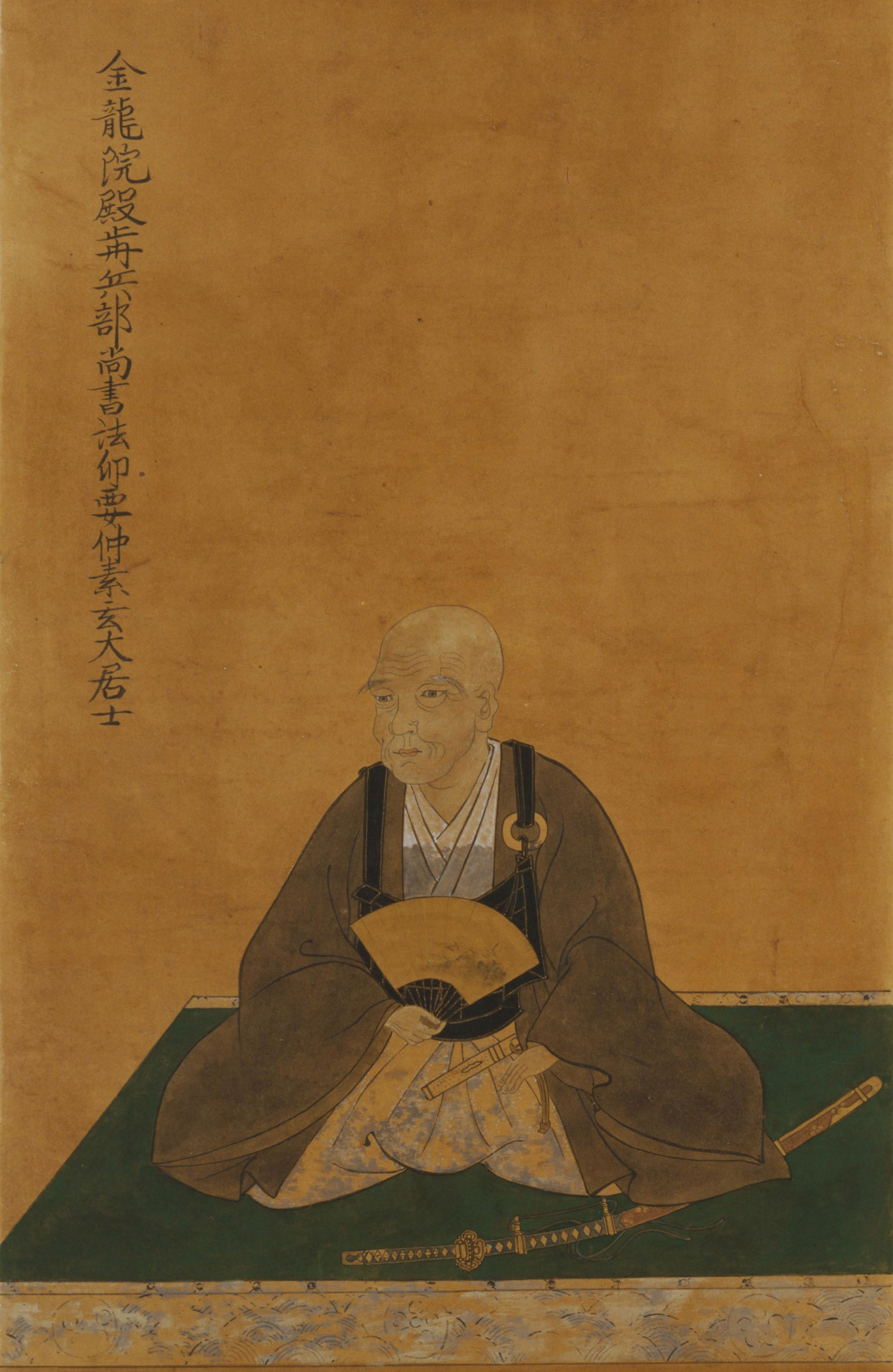

کاناموری ناگاچیکا (به ژاپنی: 金森 長近 Kanamori Nagachika) (۱۵۲۴ – ۲۰ سپتامبر، ۱۶۰۸) یک دایمیو در دوره سنگوکو و اوایل دوره ادو بود. او ابتدا به خاندان اودا خدمت می‌کرد سپس به خدمت خاندان تویوتومی درآمد. وی یکی از استادان مراسم چای ژاپنی بود.